# فوزي بورنان
فوزي بورنان (24 فبراير 1994 بالجزائر في الجزائر - ) هو لاعب كرة قدم جزائري في مركز الوسط.

## وصلات خارجية
- فوزي بورنان على موقع قاعدة بيانات كرة القدم.إي يو (الإنجليزية)
- فوزي بورنان على موقع Soccerway.com (الإنجليزية)